# نادي الساحل (الكويت)
نادي الساحل الرياضي، نادي رياضي كويتي، يقع في منطقة أبو حليفة، وبسبب قربة من البحر سمي باسم الساحل، تأسس في 8 يناير 1967، ومن أشهر اللاعبين الذي لعبوا فيه سعود سويد ويوسف دابس وأحمد عجب.

## إنجازات الفريق
- دوري الدرجة الأولى الكويتي مرتين: 2000/01، 2009/10.
- كأس الامير مرة واحدة كوصيف: 1998/99.

## تشكيلة الفريق الحالية
- آخر تحديث: 1 سبتمبر 2015.

ملاحظة: تشير الأعلام إلى المنتخب الوطني على النحو المحدد في قواعد الأهلية للفيفا. قد يحمل اللاعبون أكثر من جنسية واحدة غير تابعة للفيفا.
| الرقم | البلد    | المركز | اللاعب       |
| ----- | -------- | ------ | ------------ |
| 11    | الكويت   | مهاجم  | محمد جمال    |
| 40    | الكويت   | مدافع  | سعد العذاب   |
| 7     | الكويت   | مدافع  | ضاري الفضلي  |
| 24    | البرازيل | وسط    | سانتا مايكون |
| 13    | البرازيل | مدافع  | كليبر        |
| 3     | الكويت   | مدافع  | عبدالله حسين |
| 22    | الكويت   | حارس   | سليمان ميرزا |
| 4     | الكويت   | مدافع  | محمد العنزي  |

| الرقم | البلد    | المركز | اللاعب             |
| ----- | -------- | ------ | ------------------ |
| 6     | الكويت   | وسط    | حسن حسون           |
| 30    | البرازيل | مهاجم  | جيوفاني            |
| 16    | البرازيل | وسط    | ليوناردو دا سليفا  |
| 10    | الكويت   | وسط    | راشد فراج          |
| 8     | الكويت   | وسط    | أحمد العتيبي       |
| 9     | الكويت   | مهاجم  | فيصل عجب           |
| 1     | الكويت   | حارس   | علي فاضل           |
| 27    | الكويت   | حارس   | عبد الرحمن المجدلي |

## أبرز اللاعبين
- محمد الذروه
- صقر نهار
- سيف فالح
- يوسف دابس
- سعود سويد
- فجري نصار
- سعود شجاع
- أحمد عجب
- مرزوق زكي
- عبيد منور
- عبد الرحمن الفارس
- خالد القحطاني

## أبرز المدربين
| الأعوام     | المدرب             | الجنسية                                 |
| ----------- | ------------------ | --------------------------------------- |
| 1994 - 1995 | زوران              | جمهورية يوغوسلافيا الاشتراكية الاتحادية |
| 1995        | حسين علي           | الكويت                                  |
| 1998 - 2000 | صالح العصفور       | الكويت                                  |
| 2000 - 2001 | معضد العجمي        | الكويت                                  |
| 2001        | حسين علي           | الكويت                                  |
| 2001 - 2003 | محمد يانوش         | البوسنة والهرسك                         |
| 2003        | صالح العصفور       | الكويت                                  |
| 2004 - 2005 | محمد يانوش         | البوسنة والهرسك                         |
| 2005 - 2006 | محمد الذروه        | الكويت                                  |
| 2006 - 2010 | تسليو أوريل        | رومانيا                                 |
| 2010        | علي حسين           | الكويت                                  |
| 2010 - 2011 | مارينكو كولجانين   | كرواتيا                                 |
| 2011 - 2013 | إيجين مولدوفان     | رومانيا                                 |
| 2013 - 2014 | عبد الرحمن العتيبي | الكويت                                  |

 الان محمد العزب
```

```

## المصدر
- موقع كورة